# Giải Oscar cho phim ngắn mới lạ
Giải Oscar cho phim ngắn mới lạ (tiếng Anh: Academy Awards for Short Film - Novelty) là một trong các giải Oscar được Viện Hàn lâm Khoa học và Nghệ thuật Điện ảnh trao cho phim ngắn mới lạ hay nhất. Giải này chỉ được trao trong 4 năm, từ năm 1932 tới năm 1935, sau đó bị bãi bỏ.
Dưới đây là danh sách các phim được trao từng năm, tiếp theo là các phim được đề cử trong cùng năm đó:
- 1932 Wrestling Swordfish
  - Screen Souvenirs
  - Swing High
- 1933 Krakatoa - MultiColor Productions - Joe Rock
  - Menu
  - The Sea
- 1934 City of Wax
  - Bosom Friends
  - Strikes and Spares
- 1935 Wings over Everest
  - Audioscopiks
  - Camerathrills